# Acta Physica Polonica
Acta Physica Polonica is een Pools aan collegiale toetsing onderworpen open access wetenschappelijk tijdschrift op het gebied van de natuurkunde. Sinds 1970 is het gesplitst in twee delen met elk een eigen ISSN nummer en impactfactor:
- Acta Physica Polonica A (atoomfysica, molecuulfysica, fysica van de gecondenseerde materie)
- Acta Physica Polonica B (mathematische fysica, deeltjesfysica, kernfysica, astrofysica, en statistische fysica.